# Medved
Medved (ryska: Медведь) är ett vattendrag i Belarus.   Det ligger i voblasten Homels voblast, i den centrala delen av landet, 190 km sydost om huvudstaden Minsk.
I omgivningarna runt Medved växer i huvudsak blandskog. Runt Medved är det ganska glesbefolkat, med 24 invånare per kvadratkilometer.